# Кускуна, Майкл
Майкл Кускуна (англ. Michael Cuscuna; 20 сентября 1948, Стамфорд — 20 апреля 2024, Стамфорд) — американский джазовый музыкальный продюсер и писатель. Он являлся соучредителем Mosaic Records и дискографом Blue Note Records.
В молодости Кускуна играл на барабанах, саксофоне и флейте, но сделал упор на основание собственного звукозаписывающего лейбла. У него было джазовое шоу на WXPN и он работал в ESP-Disk в конце 1960-х, помимо написания статей для журнала Jazz & Pop и DownBeat. Он перешёл из WXPN в WMMR в 1970 году, затем на WABC-FM (ныне WPLJ) в качестве ди-джея прогрессивного рока на обеих станциях. В 1970-х годах он занял должность продюсера в Atlantic Records, записывая Дейва Брубека и Art Ensemble of Chicago. В начале 1970-х он также продюсировал альбомы Бонни Рэйтт (Give It Up) и Криса Смизера. Он также работал в Motown, ABC (над переизданиями Impulse!), Arista, Muse, Freedom, Elektra и Novus. С 1975 по 1981 год он искал в архиве Blue Note ранее не издававшиеся сессии, которые начали выпускаться в этот период.
В сотрудничестве с деловым партнером Чарли Лури он основал Mosaic Records в 1983 году, специализирующийся на джазовых переизданиях бокс-сетов, продаваемых по почте, по состоянию на 2018 год они всё ещё активны. Среди артистов были такие известные мастера, как Телониус Монк, Майлз Дэвис и Нэт Кинг Коул, а также менее известные музыканты, такие как Тина Брукс и Айк Квебек. Кускуна получил три премии «Грэмми» за лучший исторический альбом (вручается за достижения в области восстановления звука) и за лучшую аннотацию к альбому. В 1984 году Кускуна стал специальным консультантом, продюсером и директором по переизданию Blue Note Records.
Умер от рака 19 апреля 2024 года в возрасте 75 лет.

## Награды «Грэмми»
- 1992: лучший исторический альбом, King Cole: The Complete Capitol Trio Recordings
- 1998: лучшая аннотация, Miles Davis Quintet, 1965-68: The Complete Columbia Studio Recordings (с Бобом Бельденом и Тоддом Кулманом)
- 2001: лучший исторический альбом, Lady Day: The Complete Billie Holiday on Columbia (1933—1944) (с Майклом Бркусом)